# کاراکال
کاراکال (به انگلیسی: Caracal) با نام فارسی سیاه‌گوش یا منگوله‌گوش گربه‌سانی کوچک است که در خاورمیانه و آفریقا زندگی میکند.
کاراکال یکی از سنگین‌ترین و سریع‌ترین انواع گربه‌سان در زیرخانواده گربه‌ایان کوچک است و مطالعات ژنتیکی نشان می‌دهد که گربه طلایی آفریقایی و یوزگربه نزدیک‌ترین خویشاوندان این گربه‌سان‌اند.

## نام

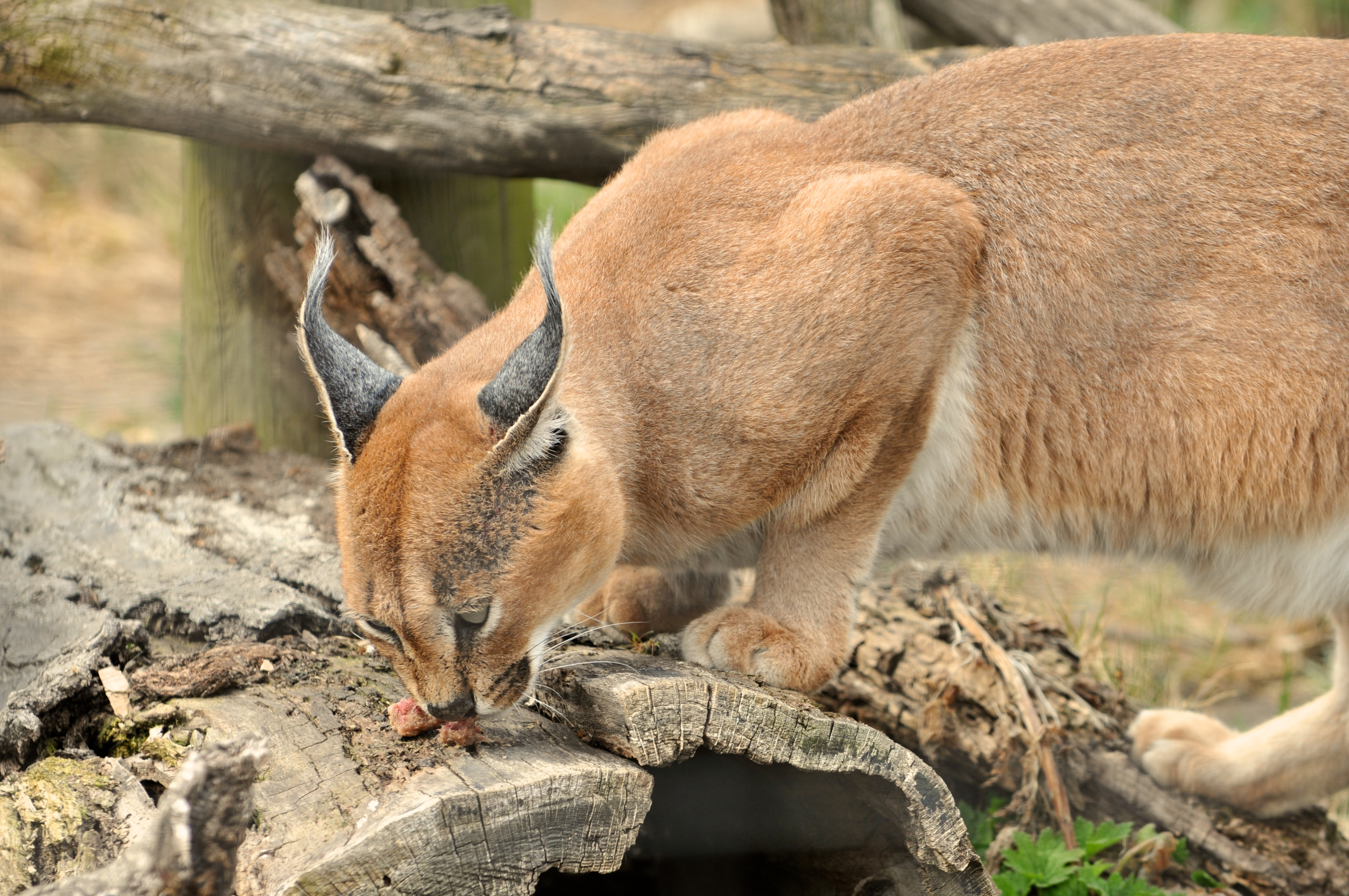
سیاه‌گوش در باغ وحش تورنتو

به دلیل قدمت سیاه‌گوش  در ایران از گذشته، کویری با همین نام در یزد وجود دارد. (کویر کاراکال) 
سیاه‌گوش (Caracal) را نباید با گربه‌سان دیگری با نام وشق با نام علمی لینک ( lynx) اشتباه گرفت. این دو جانور شباهت ظاهری زیادی به هم دارند و از جمله در داشتن گوش‌هایی سیاه اشتراک دارند. تا مدت‌ها در طبقه‌بندی‌های علمی جانورشناختی نیز سیاه‌گوش را در سردهٔ Lynx قرار داده بودند و در زبان‌های اروپایی از وی با نام‌هایی چون لینکس ایرانی یا صحرایی یا آفریقایی یاد می‌کردند. اما امروزه این جاندار را در سردهٔ خاص خود در زیرتیرهٔ گربه‌سان‌های کوچک قرار می‌دهند.

## ویژگی‌های ظاهری

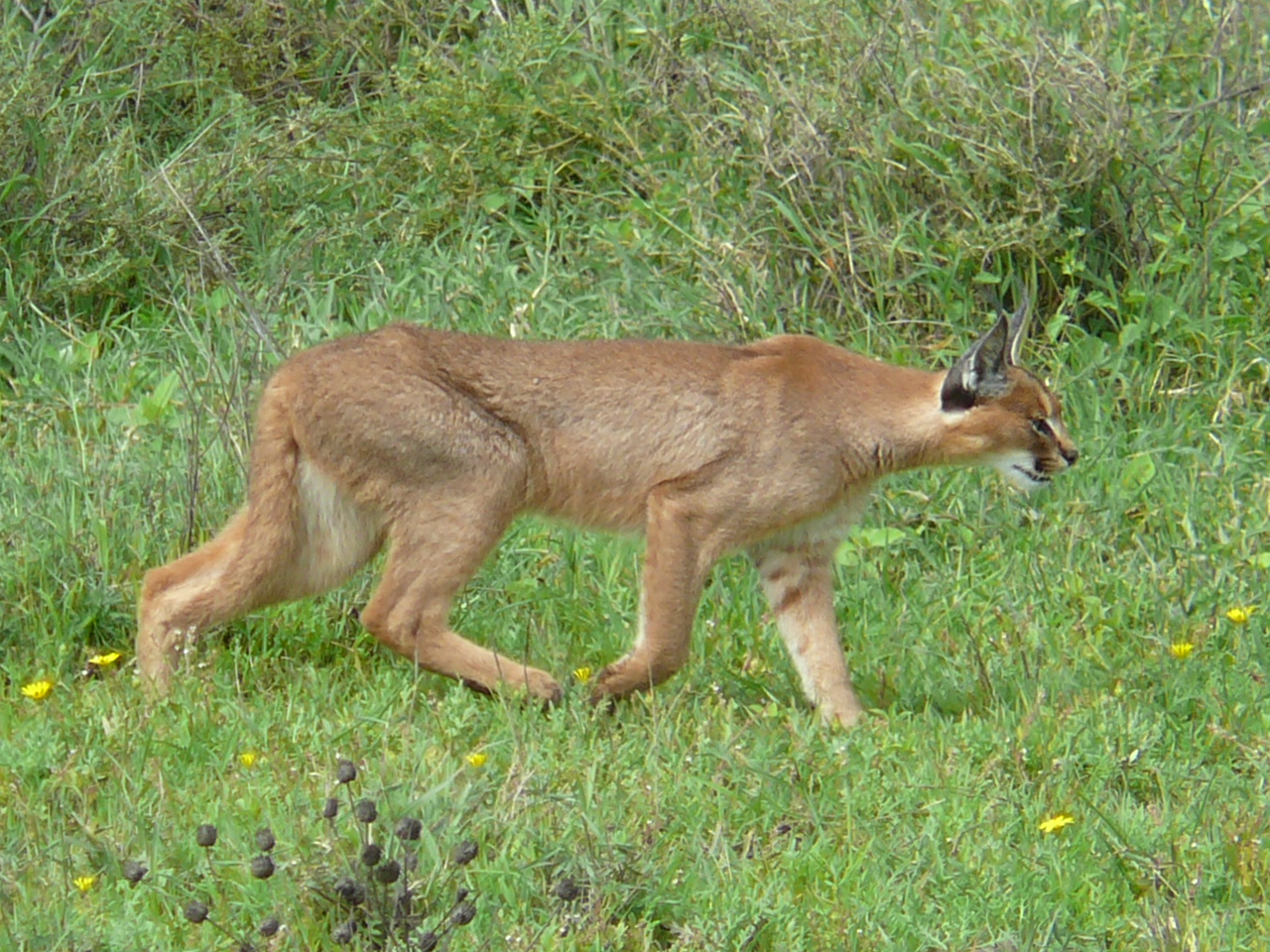
یک سیاه‌گوش آماده برای شکار

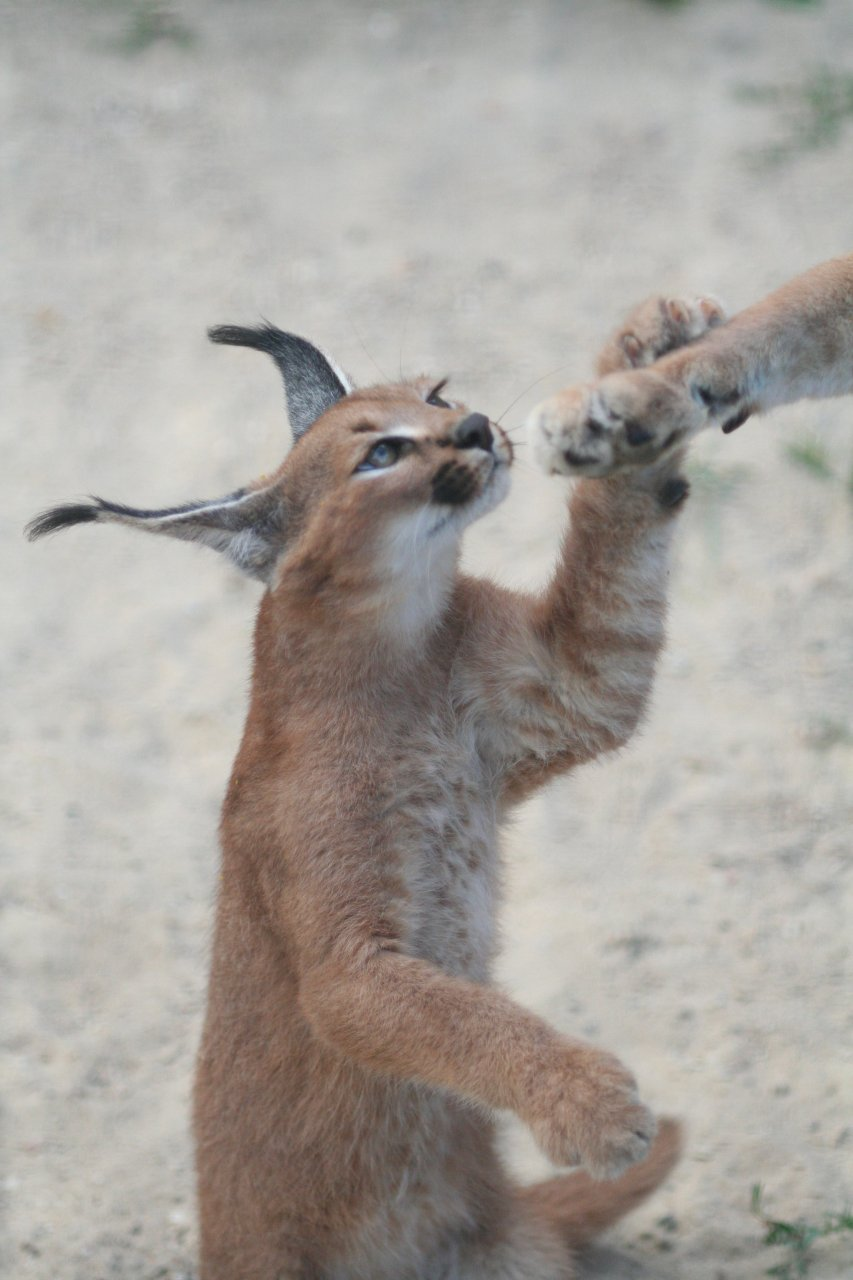
توله سیاه‌گوش یا کاراکال

سیاه‌گوش یا کاراکال از نظر ظاهری به وشق اورآسیایی شباهت دارد ولی کوچک‌تر است و جثهٔ لاغرتر و ظریف‌تر و دست و پای کشیده‌تری دارد. جنس نر کمی از ماده بزرگ‌تر است. وزن بدن بین ۱۶ تا ۲۲ کیلوگرم، طول بدنش ۵۵ تا ۹۰ سانتی‌متر به اضافه ۲۲ تا ۳۴ سانتی‌متر دم است و ارتفاع آن در ناحیه شانه به ۴۰ تا ۴۵ سانتی‌متر می‌رسد. رنگ پوست بین قرمز شرابی، خاکستری، خاکی و گاه سیاه متغیر است. بچه‌ها خال‌های قرمزرنگ در ناحیه زیرین بدن دارند و رنگ بدنشان تیره‌تر از بزرگسالان است. پوزه، گردن و قسمت‌های زیرین بدن سیاه‌گوش سفید است و خطِ اشکِ سیاه‌رنگی دارند که از گوشهٔ چشم تا دماغ امتداد می‌یابد. صورتی کوچک با گوش‌های بلند دارند که موهایی سیاه‌رنگ به ارتفاع ۵ سانتیمتر بر آن روییده‌اند. گوش‌های سیاه‌گوش کاراکال از گوش همه گربه‌سانان دیگر بزرگ‌تر است. گوش‌ها توسط ۲۰ عضله مختلف کنترل می‌شوند. این دستگاه حساس شنوایی امتیاز بزرگی در یافتن شکار برای سیاه‌گوش یا کاراکال به‌شمار می‌رود.

## زیستگاه
این جانور در آفریقا (به‌ویژه در نواحی جنوبی) و آسیا از شبه جزیره عربستان تا غرب هندوستان زندگی می‌کند. زیستگاه سیاه‌گوش استپ‌های خشک، نواحی نیمه‌بیابانی، بوته‌زارها، ساوانا و جنگل‌های کم‌درخت است و به‌ندرت در نواحی همیشه‌سبز و جنگل‌های کوهستانی دیده می‌شود.
زیستگاه سیاه‌گوش یا کاراکال در ایران مناطق بیابانی و نیمه‌بیابانی به‌ویژه حاشیه کویر مرکزی است.در مرکز ایران شهرستان مهریز منطقه حفاظت شده کالمند در استان یزد است. درجنوبی‌ترین مرز پراکنش این گونه در شهرستان‌های استهبان، نی‌ریز و منطقه بهرام گور و شمالی‌ترین آن در استان خراسان شمالی است. غربی‌ترین گزارش‌ها از سیاه‌گوش  در استان ایلام و لرستان و شرقی‌ترین آن‌ها در خراسان جنوبی بوده‌اند. منطقه حفاظت‌شده عباس‌آباد نائین از بهترین زیستگاه‌ها برای سیاه‌گوش یا کاراکال است که هر سال گزارش‌هایی از مشاهده یا کشتار این جانور در آن‌جا ارسال می‌شود؛ و همچنین اخیراً دراستان چهارمحال و بختیاری بخش ناغان این گونه جانور یافت شد.

## طعمه
سیاه‌گوش یا کاراکال اغلب جانورانی با وزن کمتر از ۵ کیلوگرم را طعمه خود می‌کنند؛ جانورانی چون خرگوش صحرایی، هیراکس، جربیلها و موشها و پرندگان. گاهی به جانوران بزرگ‌تر از خود همچون آهو، آنتیلوپها، بزهای کوهی کوچک و بچه‌های شترمرغ هم حمله می‌کند و از کوچک‌ترین گربه‌سانانی است که توانایی شکار جانوران بزرگ‌تر از خود را دارند. وی برای شکار جانوران بزرگ پس از پریدن بر پشت آن‌ها و گرفتن گردن با آرواره، گلوی آن‌ها را می‌درد. در هنگام شکار جانوران بزرگ (بزرگ‌تر از خرگوش صحرایی) به خوردن امعا و احشای داخلی بدن و بخش‌های مرغوب‌تر گوشت اکتفا می‌کنند.
مهارت آن‌ها در شکار پرندگان ستودنی است. سیاه‌گوش می‌تواند با پریدن در هوا یک یا حتی چند پرنده را بقاپد. سیاه‌گوش‌ها می‌توانند به مدت طولانی بدون آب زندگی کنند و آب بدن خود را از تا حد زیادی از بدن شکار تأمین می‌کنند.

## رفتار

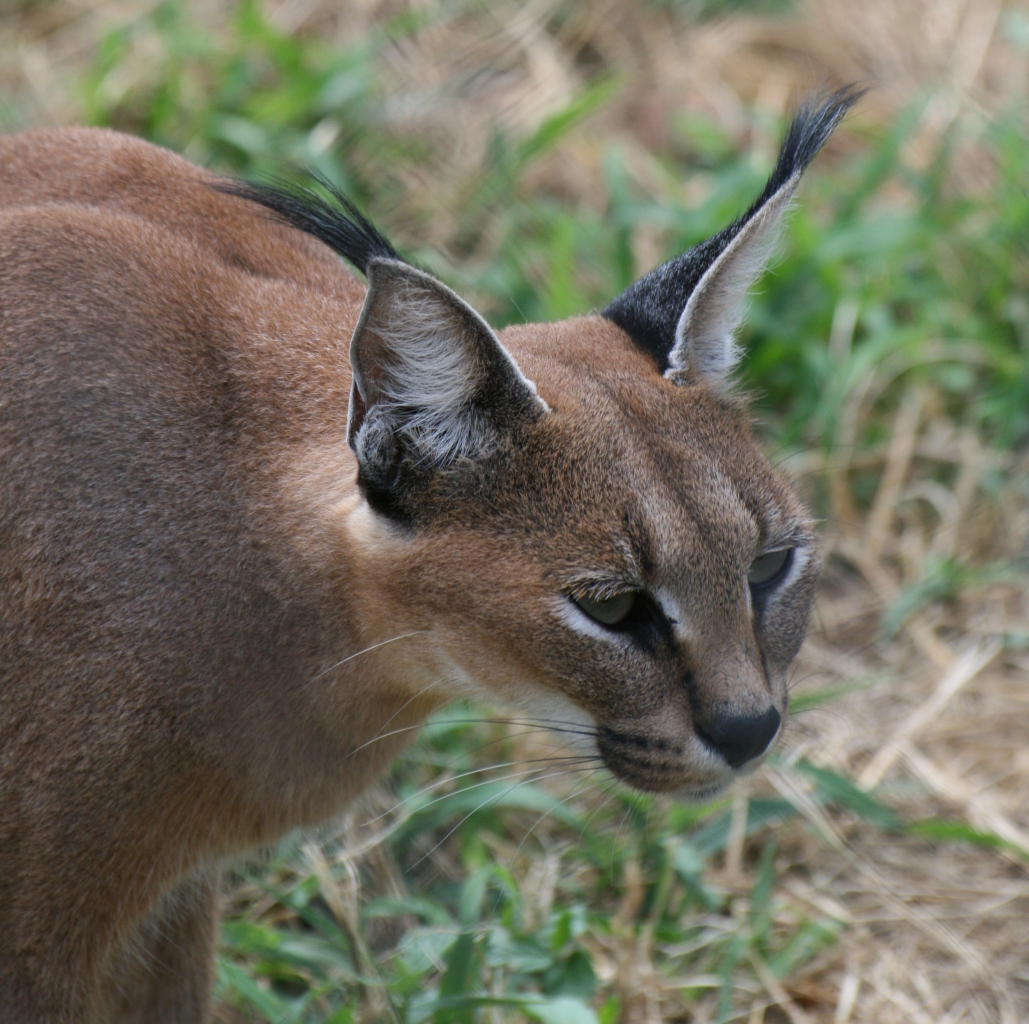
سیاه گوش یا کاراکال

سیاه‌گوش تک‌زی و به‌شدت قلمروطلب است. عمدتاً شب‌گرد هستند ولی گاهی، به‌ویژه در نواحی خنک‌تر، در روز هم دیده می‌شوند. سیاه‌گوش یا کاراکال در مناطق خشک قلمرو وسیعی دارند. در مراتع نامیبیا قلمرو سه سیاه‌گوش نر به‌طور میانگین ۳۱۶ کیلومتر مربع و در عربستان قلمرو یک سیاه‌گوش  ۲۷۰ تا ۱۱۱۶ کیلومتر مربع (در فصل‌های مختلف) اندازه‌گیری شده‌است. در یک منطقه کشاورزی در صحرای نگو اسرائیل هم قلمرو نرها به‌طور میانگین ۲۰۰ کیلومتر مربع بوده‌است. وسعت قلمرو ارتباط مستقیمی با وزن بدن جانور و ارتباط معکوسی با فراوانی طعمه‌ها دارد. قلمرو نرها تا ۵۰ درصد با یکدیگر هم‌پوشانی پیدا می‌کند و می‌تواند شامل قلمرو چندین ماده بشود. در مناطق پرآب آفریقای جنوبی قلمروها بسیار کوچک‌تر است و قلمرو دو سیاه‌گوش  نر به‌طور میانگین ۲۶٫۹ کیلومتر مربع و سه ماده به‌طور میانگین ۷٫۴ کیلومتر مربع بوده‌است. قلمرو ماده‌ها به‌طور کامل در داخل قلمرو نرها قرار می‌گرفت اما هم‌پوشانی قلمرو ماده‌ها با یکدیگر بین صفر تا ۱۹ درصد بود.

## تولیدمثل
سیاه‌گوش یا کاراکال ماده در زمان فحل معمولاً با چندین جنس نر جفت‌گیری می‌کند. جفت‌گیری سیاه‌گوش در تمام طول سال امکان‌پذیر است اما در زمانی که تغذیه مناسب‌تر باشد احتمال آن بیشتر است، چون تغذیه مناسب به باروری جنس ماده کمک می‌کند. دوره‌های فحلی ماده‌ها ۱۴ روزه است و ماده حدود ۱٫۸ روز فحل می‌ماند و با چندین نر به نوبت جفت‌گیری می‌کند.
دورهٔ بارداری ۶۸ تا ۸۱ روز و تعداد توله‌ها بین ۱ تا ۶ است. البته سیاه‌گوش‌هایی که در طبیعت زندگی می‌کنند حداکثر ۳ توله به دنیا می‌آورند اما دربارهٔ جانوران در اسارت که تغذیه مناسبی دارند این رقم می‌تواند بالاتر رود. بچه‌ها بعد از ده روز چشم می‌گشایند. آن‌ها از ۴ تا ۶ هفتگی گوشت می‌خورند و مادر آنان را در ۴ تا ۶ ماهگی از شیر می‌گیرد. توله‌ها در ۹ یا ۱۰ ماهگی مستقل می‌شوند ولی معمولاً تا ۱۴ یا ۱۵ ماهگی بالغ نمی‌شوند. طول عمر سیاه‌گوش  در طبیعت به‌طور میانگین شش سال است اما در اسارت عمر ۱۹ سال هم دیده شده‌است.

## رابطه با شیر
این جانور را در قدیم پروانه، پروانک، فَرانَک و شاطر شیر هم می‌گفتند؛ که این نام‌ها به ارتباط بوم‌شناختی این جانور با شیر اشاره دارد. در مناطقی که این دو جاندار در کنار یکدیگر زندگی می‌کنند، ارتباط نزدیکی میان آن دو دیده می‌شود و سیاه‌گوش بسیاری از زمان‌ها از شکار شیر تغذیه می‌کند.
وابستگی متقابل شیر و سیاه‌گوش  در آفریقا را بوفون، طبیعت‌دان قرن هجدهمی فرانسوی، توضیح داده‌است؛ در نواحی حاره آفریقا کاراکال در کنار شکارچیان بزرگی مثل شیر، کفتار و پلنگ زندگی می‌کند و به دلیل جثهٔ کوچک و ضعیف‌تر خود برای یافتن طعمه مشکلات زیادی دارد، از همین رو معمولأ ناچار می‌شود به باقی‌ماندهٔ غذای همنوعان قدرتمند خود اکتفا کند ولی به دلایل امنیتی معمولأ ترجیح می‌دهد از غذای شیرها استفاده کند، چرا که شیر وقتی سیر می‌شود به هیچ جانوری آسیب نمی‌زند، حتی در زمان برانگیخته شدن عصبانیت شیر هم با توجه به چابکی خود می‌تواند به سرعت خود را به نزدیک‌ترین درخت رسانده و از درخت بالا برود و شیر برخلاف پلنگ نمی‌تواند به‌خوبی او را تعقیب کرده و بالای درخت برود. به همین دلیل حتی گاهی دیده‌می‌شود که سیاه‌گوش کاراکال برای تغذیه کاملأ در کنار شیر قرار می‌گیرد. از سوی دیگر سیاه‌گوش  گاهی ناخواسته راهنمای شیر در پیدا کردن شکار می‌شود؛ قوهٔ بویایی کاراکال بسیار قوی‌تر است و شیر با کمک شامهٔ تیز سیاه‌گوش  می‌تواند جانوران شکارشونده را از فرسنگ‌ها دورتر پیدا کند.
در ادبیات فارسی کلاسیک تفسیرهای دیگری از این ارتباط متقابل شده‌است، برای مثال در آنندراج آمده‌است: «... و به شاطر شیر مشهور است که زیادتی صید شیر قسمت اوست و… جانور مسطور پیشاپیش شیر رود و بانگ دهد تا جانوران دیگر از آمدن شیر آگاه شوند و احتیاط نمایند.» و خاقانی در این دو بیت تفسیر صحیح‌تری از این رابطه دارد:
| شاها غضنفری تو و پروانهِ تو من |  | پروانه در پناه غضنفر نکوتر است |

| پروانه‌وار بر پی شیران نهند پی |  | تا آید از کفلگه گوران کبابشان |

## سیاه‌گوش و انسان
سیاه‌گوش در برخورد با انسان و وسایل نقلیه، جانور بسیار ترسویی است و گاهی هنگام مواجه با اتومبیل کاملاً متوحش و بی حرکت می‌شود به‌طوری‌که می‌توان آن را با دست گرفت (تاکنون محیط‌بانان زیادی به تصور اینکه جانور مریض است، آن را دستگیر و جهت مداوا منتقل کرده‌اند). طبیعت رام‌شونده و مهارت شکارگری بالای این جانور موجب شده تا آن را از روزگاران باستان به عنوان جانور شکاری اهلی کنند.
البته سیاه‌گوش یا کاراکال در مقایسه با خویشاوند گربه‌سان خود یوز، جانوری کوچک‌تر، ضعیف‌تر و کندتر است. به همین جهت یوز جانور شکاری بسیار مرغوب‌تر و محبوب‌تری از کاراکال بود و کاراکال بیشتر برای شکار جانوران کوچک مثل خرگوشها و آهوهای جوان پرورش داده می‌شد. علی نسوی که متخصص نگهداری از جانوران شکاری بود در بازنامه خود می‌نویسد که کاراکال فقط برای شکار خرگوش صحرایی مناسب است با این حال از یک استاد دیگر این فن، ابوالقاسم اصفهانی، نقل می‌کند که سیاه‌گوش کاراکال توانایی شکار مرغابی، هوبره و درنا را هم دارد.
سیاه‌گوش  امروزه نیز گاهی به عنوان حیوان خانگی نگهداری می‌شود و به‌خوبی با زندگی در کنار انسان خو می‌گیرد. شکار این جانور برای استفاده از پوستش به‌ویژه در غرب و مرکز آفریقا تهدیدی برای ادامهٔ حیات اوست.
بسیاری از کشاورزان این جانور را آفت می‌دانند چون ممکن است به حیوانات خانگی همچون ماکیان یا گوسفند و بز حمله کند. دیدن سیاه‌گوش  در حیات وحش حتی در مناطقی که فراوانی زیادی دارند، به‌ندرت اتفاق می‌افتد چراکه این جانور خود را به‌خوبی پنهان می‌کند.